# Cessio bonorum
Die cessio bonorum (extra ius) (dt.: „Abtretung von Hab und Gut“) war Bestandteil eines julianischen Vollstreckungsgesetzes, das dem Schuldnerschutz diente. Das Rechtsinstitut regelte, zur Abwendung der ihm sonst drohenden Personalexekution, die Vermögensübertragung des zahlungsunfähigen Schuldners an seine(n) Gläubiger. Adressat der Bestimmung war der rechtsprechende Prätor. Sie galt zunächst nur im stadtrömischen Jurisdiktionsbereich. Der Zusatz extra ius weist auf eine Prozesserleichterung hin und grenzt zum Verfahren in iure cessio ab. Eingerichtet wurde die „Güterabtretung“ möglicherweise bereits von Caesar, wohl aber eher von Augustus im Jahr 17.
Die im schottischen Recht noch heute gültige cessio bonorum wurde in Europa ab dem Mittelalter rezipiert. Mit der zur Anfangszeit des Deutschen Reichs begründeten – und 1994 durch Ablösung aufgehobenen – Konkursordnung wurde die Güterabtretung dieses Zuschnitts in Deutschland endgültig aufgegeben, soweit sie außerhalb des Wirkungsbereichs des preußischen Allgemeinen Landrechts überhaupt noch galt.

## Kennzeichen
Wer überschuldet war, konnte sich durch freiwillige Übertragung seiner Gütergesamtheit privilegieren. Statt einer Personalexekution – zuzüglich gerichtlicher Einweisung der Gläubiger in sein Vermögen (missio in possessionem) – wurde ihm eine anerkennende Gegenleistung zuteil. Er erlangte gerichtlichen Schutz seiner bürgerlichen Ehrenrechte, andernfalls hätte ihm nämlich Infamie gedroht. In der Entwicklungsgeschichte des römischen Reichs werden unterschiedliche Phasen auch zur persönlichen Integrität eines Schuldners erkennbar, denn zu Zeiten der Republik hätte ihm die Hinrichtung gedroht, in der späteren Kaiserzeit immerhin noch Leibesstrafen. Zweifel verbleiben in der Forschung, inwieweit die privilegierte Behandlung noch statthaft war, wenn die Gläubiger bereits Zwangsmaßregeln (missio, ductio) erwirkt hatten. Auch verbleiben Zweifel darüber, wie wirksam die Bestimmungen überhaupt waren.
Unmittelbare Rechte erwarben die Gläubiger an den Sachen des Schuldners nicht, denn mit dem Zuschlag erfolgte keine Begründung von Eigentum. Die Gläubiger erhielten mit der Abtretung lediglich den Rechtsanspruch, vom Prätor in die Güter „eingewiesen“ (missio) zu werden. Nach Einweisung wurden die Vermögensgegenstände dann verkauft (venditio, später: distractio bonorum) und der erzielte Erlös unter den Gläubigern verteilt. Mit der Erlösverteilung erlangten die Gläubiger die erstrebte Befriedigung. Wenn das Vermögen nicht zur vollständigen Schuldtilgung ausreichte, blieb der Schuldner zur Nachzahlung verpflichtet. Im Laufe der Zeit wurden die Regelungen etwas gelockert, indem dem Schuldner Notbedarfe für den Selbstbehalt zugestanden wurden. Bis zum Verkauf konnte der Schuldner die Abtretung rückgängig machen, indem er die Gläubiger abfand. Auch konnte er mit seinen Einwendungen (Litiskontestation) das Verfahren beeinflussen.
Quiritisches Eigentum konnten die Käufer aufgrund fehlender Formalakte nicht erwerben. Einer Konstitution des Kaisers Alexander Severus zufolge, konnte Schuldbefreiung erst eintreten, wenn die Gläubiger vollständig befriedigt waren.

## Vorgeschichte
326 v. Chr. wurde die Schuldnerschutzvorschrift der lex Poetelia Papiria erlassen. Ungewiss ist aber die Reichweite der Schuldnerhaftung. Fraglich bleibt, ob er als „Person“ enthaftet werden konnte (nisi qui noxam meruisset), um lediglich mit seinem „Eigentum“ (bona) für die aufgelaufenen Schulden zu haften. Das Gesetz soll jedenfalls ermöglicht haben, die Personalvollstreckung wegen Darlehensschulden durch Ablegung eines Insolvenzeides auf die Göttin des Überflusses abzuwenden. Jedenfalls brachte die Norm eine Haftungserleichterung für Vollstreckungshäftlinge insoweit mit sich, als Beschränkungen der allgemeinen Bewegungsfreiheit – etwa Fesseln – aufgehoben wurden. Das hatte wiederum Einfluss auf die Vollstreckungsmaßnahme der manus iniectio, die im Zwölftafelgesetz statuiert war. Mit der Bestimmung war noch unbeschränkter Zugriff auf die Person des Schuldner erlaubt. Zwar waren in den XII Tafeln der Verkauf, sogar die Tötung eines ungelösten Schuldners vorgesehen, schnell aber wurde es noch im altzivilen Recht übliche Praxis, dass der Schuldner die Haftungssumme in Schuldknechtschaft ableistete.
Da die klassisch-juristischen Quellen schweigen, kann über das Verhältnis der lex Poetelia zur cessio bonorum, abgesehen von den Ehrschutzbestimmungen, nur spekuliert werden. In justinianischer Zeit konnte man sich der persönlichen körperlichen Haftung aber wieder mittels Insolvenzeides entziehen, geregelt in den Novellae (135). Geschworenen wurde fortan allerdings auf die Heilige Schrift.

## Abgrenzung
Abzugrenzen ist die cessio bonorum von der venditio bonorum, die öffentliche Versteigerung des Vermögens des Schuldners nach Urteilsspruch. Dabei handelte es sich um eine Vollstreckungsmaßnahme. Das beschlagnahmte Vermögen wurde vom Vollstreckungsverfahrensleiter, dem magister bonorum, für den Verkauf vorbereitet. Geleitet von einem Ausrufer (praeco), wurde an den Meistbietenden verkauft. Der Erwerb des Eigentums durch den Zuschlagnehmer, erfolgte über prätorisches Honorarrecht.